# Nassdach

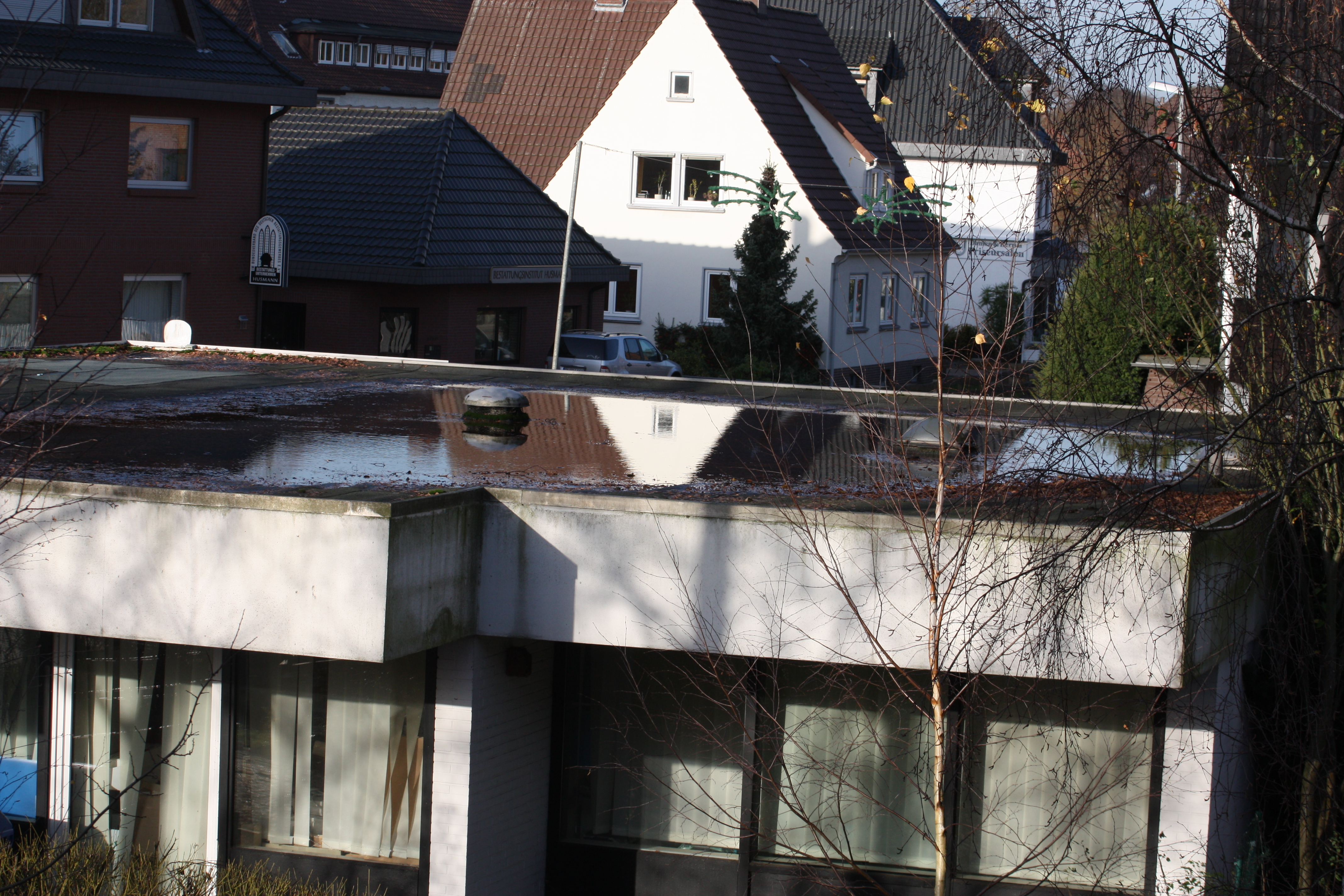
Nassdach

Als Nassdach bezeichnet man ein Flachdach ohne nennenswertes Gefälle, auf dem das Niederschlagswasser durch einen erhöhten Rand gestaut wird.
Der Wasserstand stellt wie beim Gründach einen Retentionsraum dar, daher werden solche Dächer auch als Blaudach bezeichnet und als Teil des Schwammstadt-Konzepts angelegt.
Nassdächer waren seit den 1970er Jahren bei Flachdächern üblich und galten zwischenzeitlich als nicht mehr zeitgemäß. Rückblickend handelte es sich um eine gewisse „Modeerscheinung“, die jedoch im Diskurs der Klimafolgenanpassung unter dem neuen Begriff Blaudach wieder aktuell wurde.
Ursprünglich sollte die Wärmekapazität des stehenden Wassers die Temperaturschwankungen im Gebäude reduzieren und die Dachhaut ebenso wie das Dachgeschoss vor Überhitzung schützen. Im Sommer trägt die Verdunstungskälte des Wassers zu einer Kühlung des Gebäudes bei.
Die Reparatur undichter Flachdächer ist aufwändig. Im Gegensatz zum Gründach muss jedoch nicht zunächst das aufgebrachte Pflanzsubstrat entfernt werden.

## Blau gefärbte Dächer
Eine andere Art Blaudach schlugen Forscher des Lawrence Berkeley National Laboratory in den USA vor. Das Mineralpigment „Ägyptisch Blau“ enthält Cuprorivait, absorbiert sichtbares Licht und emittiert Licht im Nahinfrarot-Bereich, wodurch Wände und Dächer vor Aufheizung durch die Sonne geschützt würden.